# الرونة (صامطة)
الرونة هي قرية تتبع مركز السهي التابع إداريا لإمارة منطقة جازان. تتمتع قرية الرونة بالعديد من الخدمات الأساسية للعيش فيها مثل المدارس والطرق المعبدة ونظام للربط المائي بين جميع أنحاء القرية، كما أنها تقع بالقرب من إسكان الملك عبد الله بن عبد العزيز لوالديه التنموي بديحمة ويقع بالقرب منها مركز رعاية أولية وحولها جميع احتياجات السكان الأساسية والتكاملية. قرية الرونة يسكن فيها حوالي 800 شخص من قبيلة المجربي وأقلية من قبائل أخرى.
كما أن قرية الرونة لديها موقع مميز وجذاب، إذ إن الطريق الرئيسي الواصل بين السهي وصامطة يمر من جنوبها، ويقع شمالها وادي تعشر الذي تكثر وتزدهر الزراعة فيه، ويتميز بوجود الكثبان الرملية الذهبية.